# شعب راتاجنون
شعب راتاجنون Ratagnon people (وتُكتب أيضًا داتاجنون أو لاتاجون ) هي إحدى المجموعات الأصلية الثمانية في مانجيان في أقصى الطرف الجنوبي من أوكسيدنتال ميندورو وجزر ميندورو على طول بحر سولو، في الفلبين.

## الموقع
يعيش شعب راتاجنون في الجزء الجنوبي من بلدية ماجسايساي في أوكسيدنتال ميندورو. لغتهم تشبه لغة فيسايان كويونون، التي يتحدث بها سكان جزيرة كويو في شمال بالاوان.

## التقاليد
ترتدي نساء راتانيون قطعة قماش قطنية تغطي الجسم من الخصر إلى الركبتين، ولا يزال بعض الرجال يرتدون مئزر تقليدي. غطاء الصدر للنساء مصنوع من النيتو المنسوج (الكرمة). كما يرتدون أيضًا إكسسوارات مصنوعة من الخرز والأسلاك النحاسية. يرتدي الذكور سترة مطرزة بشكل بسيط أثناء الاحتفالات الكبرى ويحملون الصوان والفتيل وأدوات أخرى لصنع النار. يرتدي كلا الجنسين لفائف من الروطان المصبوغ باللون الأحمر عند خط الخصر. وكما هو الحال مع العديد من جيرانهم الأصليين في مانجيان، فإنهم يحملون أيضًا علكة التنبول ومكوناتها في حاويات من الخيزران.

## اللغة
حاليا يتحدث حوالي 310 أشخاص فقط لغة راتاجنون، والتي انقرضت تقريبًا، من أصل تعداد عرقي يبلغ 2000 شخص. 